# Eusébie (impératrice)
Eusébie, en latin Flavia Aurelia Eusebia, est une impératrice romaine du IVe siècle, deuxième épouse de l'empereur Constance II à partir de 353, morte en 360.

## Biographie

### Origines et famille
Elle est née à Thessalonique. D'origine macédonienne, elle est la fille d'un consul (identifié comme Flavius Eusebius, consul en 347) et d'une femme noble grecque dont le nom est inconnu. Ses deux frères Eusébius et Hypatius furent tous deux consuls pour l'année 359. Son mariage eut lieu dans les premiers mois de l'année 353, peu avant la victoire définitive de Constance II sur Magnence.
En 354, elle visite Rome tandis que son mari est cantonné en Germanie : elle est reçue par le sénat avec un grand enthousiasme.

### La protectrice de Julien
Eusébie est surtout connue pour la protection qu'elle accorda à Julien, qu'elle contribua à faire nommer césar en 355, à Milan. Après l'assassinat du demi-frère de Julien, Gallus, dans le climat délétère de répression, Julien est à son tour convoqué à la cour impériale à Milan et mis sous surveillance pendant plusieurs mois à Côme. Des courtisans insinuent une connivence possible entre lui et Gallus. L'intervention d'Eusébie sauve Julien et lui rend sa liberté de mouvement. Elle pousse l'empereur à le laisser partir à Athènes pour y finir ses études philosophiques. Elle insiste aussi pour que lui soit donné le commandement des Gaules, de l'Espagne et de la Bretagne.
Les raisons de son soutien à Julien ne sont pas claires. Julien considère qu'il est dû à sa bonté. Les historiens contemporains comme Shaun Tougher ou J. Juneau suggèrent qu'elle était un outil stratégique pour Constance, une ambassadrice auprès de Julien pour renforcer cette alliance dont il avait besoin.

### Une impératrice influente

#### Loyale envers son époux
Sa loyauté envers son époux est reconnue et Constance l'aurait honorée en renommant le diocèse Pontica en Pietas, l'équivalent latin de son nom grec.

#### Une arienne convaincue
Le chef de ses eunuques, Eusebio, était de confession arienne et influença Eusébie, selon Sozomène. Exerçant une forte influence sur son époux, elle amena Constance II vers l'arianisme auquel il se convertit. Le parti arien devint très puissant à cette époque lors des nombreux conciles réunis par Constance. Cependant, en 355, Eusébie envoie de l’argent au pape exilé Libère tout comme Constance.
Elle entre en conflit avec Léonce, l'évêque de Tripoli, en Libye. Lors d'un concile, alors que tous les évêques montrent une grande révérence envers l'impératrice qui se présente, Léonce ne se déplace pas pour la rencontrer. Elle lui fait promettre une basilique et d'autres présents, mais il refuse de lui payer ses respects. Outrée par son outrecuidance, elle demande à Constance de le punir mais celui-ci refuse sous couvert de la liberté apostolique de l'évêque.

#### Une épouse stérile
Eusébie n'eut aucun enfant et sa conversion à l'arianisme aurait été une tentative pour guérir cette infertilité.
Lorsque Hélène, sœur de Constance et épouse de Julien, accoucha d'un enfant, en Gaule, celui-ci mourut rapidement. Ammien Marcellin soutient qu'Eusébie aurait payé la sage-femme pour tuer ce futur héritier au trône. En 357, elle visite Rome au cours des vicennalia (vingt ans de règne) de Constance II, accompagnée d'Hélène. Celle-ci est enceinte et selon Ammien Marcellin, Eusébie aurait fait fabriquer une potion pour la faire avorter.
En 359, Barbatio, général de Constance, et son épouse Assyria sont décapités par Constance. Car Assyria, inquiète de l'ambition de son mari qui voulait prendre la place de Constance et épouser Eusébie, envoie à son mari à ce sujet un courrier qui est rapporté à l'empereur.
Philostorge écrit que l'évêque arien Théophile l'Indien, exilé par Constance II, fut rappelé au palais impérial lorsque l'impératrice Eusébie développa une maladie de l'utérus ou de l'hystérie : il était en effet réputé pour sa remarquable aptitude à guérir. L'empereur le supplia de lui accorder son pardon et de soigner son épouse, qui se rétablit grâce à lui.  Elle mourut en 360, sans doute assez peu de temps après, apparemment d'un mal à l'utérus alors qu'une sage-femme tentait de la rendre fertile.
Constance II se remaria avec Faustine à Antioche pendant l'hiver 360/61.

### Sources primaires
- Julien, Éloge de l'impératrice Eusébie.
- Ammien Marcellin, Histoire.

## Sources et références
1. ↑  Julien, Éloge de l'impératrice Eusébie.
2. ↑  Ammien Marcellin, Histoires, livre XV, II, 7-8.
3. ↑  Adrien Richer, Nouvel abrégé chronologique de l'histoire des empereurs, Paris, David, 1753 (lire en ligne), p. 452
4. 1 2  Juneau, J. (1999). "Piety and Politics: Eusebia and Constantius at Court". The Classical Quarterly, New Series 49 (2): 641–644.
5. ↑  selon Théodoret de Cyr
6. ↑  Étienne Bonnot de Condillac, Œuvres de Condillac - tome 19, Paris, Dufart, 1803 (lire en ligne), p. 292
7. ↑  Jean-Marie-Louis Coupé, Spicilège de littérature ancienne et moderne ou recueil d'ouvrages ..., Volume 1, Paris, Imprimerie des sciences et arts, 1801 (lire en ligne), p. 223
8. ↑  Holum, Kenneth G. (1982). Theodosian Empresses: Women and Imperial Dominion in Late Antiquity. Berkeley: University of California Press. p. 28.

- (en) Cet article est partiellement ou en totalité issu de l’article de Wikipédia en anglais intitulé « Eusebia (empress) » (voir la liste des auteurs).
- Notices d'autorité :   - VIAF
  - ISNI
  - LCCN
  - GND
  - Israël
  - WorldCat